# 에두아르두 다 시우바 나시멘투 네투
에두아르두 다 시우바 나시멘투 네투(포르투갈어: Eduardo da Silva Nascimento Neto, 1988년 10월 24일 ~ )는 브라질의 축구 선수로, 포지션은 수비형 미드필더와 센터백을 소화한다. 통상 에두아르두 네투라고 불리는 그는 현재 오이타 트리니타에서 활약하고 있다.